# Circuito de Baloncesto del Pacífico
El Circuito de Baloncesto del Pacífico (CIBAPAC) es una liga profesional, que sirve para desarrollar el talento mexicano que hay en el pais, donde en su mayoría no hay equipos de básquetbol profesional, dándoles la oportunidad de contar con un club profesional y que los jugadores puedan ser vistos por entrenadores y buscadores de talentos vía streaming o transmisiones en vivo por internet dentro de las páginas de Facebook oficiales de los equipos participantes para que puedan dar el salto a becas o contratos profesionales.

## Historia
Dada la inquietud de algunas ciudades del noroeste del país que no tenían acceso a los circuitos profesionales como CIBACOPA o la Liga Nacional de Baloncesto Profesional debido a su infraestructura económica o de conexión aérea, terrestre o marítima, además de desarrollar el talento local, se toma la iniciativa de fundar CIBAPAC, con el objetivo de que algunas ciudades tuvieran ese privilegio de tener basquetbol a gran nivel y también darle oportunidad a aquellos jóvenes que tienen la idea de incursionar en el basquetbol profesional, así como aquellos jugadores que no encontraron acomodo en la LNBP, que aprovechando el receso de CIBACOPA puedan seguir fogueando en algún equipo, aquellos jugadores que son agentes libres sin contrato vigente con algún equipo dentro y fuera de México y también sirve para aquellos jugadores que están en la etapa final de su carrera. Nace formalmente en el 2015 con la incorporación de 4 equipos: Linces de Santiago Papasquiaro, Empacadores de La Palma (Navolato), Halcones de Guamúchil y Liebres de Guasave.
Para la temporada 2015, los Linces de Santiago Papasquiaro se convirtieron en el primer campeón del circuito, esto al vencer en la serie final a los Empacadores de La Palma.
En el 2016, Salen del circuito Liebres de Guasave y entran al mismo, los Ingenieros de Culiacán y Paskolas de Navojoa, este último en su torneo de debut, se convirtió en campeón al derrotar a los Empacadores de La Palma en 3 juegos.
Al año siguiente, en el 2017, aumenta el número de participantes de 5 a 10 equipos, en donde se van del Circuito Ingenieros de Culiacán y regresan las Liebres de Guasave, así como el ingreso de las Águilas UNES de Durango, Guerreros de Choix, Fuerza Maizera de Navolato, Potros ITSON, Peregrinos de Badiraguato y los Vikingos de Los Mochis. En la final, Águilas de UNES Durango se imponen categóricamente a Peregrinos de Badiraguato y son campeones absolutos.
Posteriormente, en el 2018, se amplía de 10 a 11 equipos, de los se retiran las campeonas Águilas UNES, así como Guerreros de Choix, Vikingos de Los Mochis y se agregan al torneo las Águilas de la Universidad Autónoma de Sinaloa, Fortaleza 31 de Mazatlán, Guaycuras de La Paz y Marlins de San José del Cabo, que acabaría siendo la revelación del torneo. Peregrinos de Badiraguato consigue alzarse con el campeonato al vencer dramáticamente a Linces de Santiago Papasquiaro.
Para la temporada 2019, amplía de nueva cuenta la cantidad de equipos participantes al aumentarse a 16, dándole prioridad a nuevas franquicias como Dragones de Comondú, Lobos de Ensenada, Loreto Hardcore, Capitanes de Puerto Peñasco, Lobos de Ensenada y Mineros de Santa Rosalía, así como los regresos al profesionalismo de Fuerza Guinda de Nogales , Colorados de San Luis Río Colorado, y Delfines de Mazatlán, este último en sustitución de Fortaleza 31; ambos clubes participaron anteriormente en el torneo CIBACOPA; por otro lado se retiran las franquicias Águilas de la Universidad Autónoma de Sinaloa y Fuerza Maizera de Navolato.
La temporada 2020 se disputó como una versión burbuja, derivado del Covid-19.
En la séptima edición, temporada 2021, reunirá a 36 equipos de 11 estados de la república mexicana con 24 equipos de reciente incorporación. Baja California contará con 7 equipos, Baja California Sur con 5, Chihuahua con 2, Coahuila con 2, Durango con 3, Nuevo León con 1, Sinaloa con 2, Sonora con 4, Tamaulipas con 8 y Veracruz con 2. Estarán repartidos en seis zonas del país.
En la octava edición, temporada 2022, la liga tuvo una cobertura de 9 estados y 25 equipos. La distribución de equipos por estado fue la siguiente: Baja California Sur 4, Baja California 5, Durango 2, Jalisco 1, Puebla 1, Sinaloa 2, Sonora 6, Tamaulipas 3 y Veracruz 1. 8 equipos son de reciente incorporación y una franquicia fue sólo cambio de sede. 
En la novena edición, temporada 2023, la liga contó con 31 equipos y 10 Estados. La distribución de equipos por estado fue la siguiente: Baja California 5, Baja California Sur 3, Chihuahua 5, Coahuila 1, Durango 2, Jalisco 1, Nuevo León 1, Sinaloa 3, Sonora 7 y Tamaulipas 3. 14 equipos son de reciente incorporación y 1 es un reingreso. 9 clubes que participaron la temporada anterior abandonaron la competencia, entre ellos el campeón Leones de Guadalajara.
En la décima edición, temporada 2024, la liga contó con 29 equipos y 10 Estados. La distribución de equipos por estado fue la siguiente: Aguascalientes 1, Baja California 5, Baja California Sur 4, Chihuahua 5, Coahuila 1,  Durango 1, Jalisco 1,  Sinaloa 2, Sonora 6 y Tamaulipas 3. 8 equipos son de reciente incorporación y 1 es un reingreso. 11 clubes que participaron la temporada anterior abandonaron la competencia, entre ellos el campeón Carrilleros de Chihuahua.
En la décima primera edición, temporada 2025, la liga contará con 20 equipos y 9 Estados. La distribución de equipos por estado fue la siguiente: Aguascalientes 1, Baja California 5, Baja California Sur 1, Chiapas 3, Durango 1, Jalisco 1, Sinaloa 2, Sonora 4 y Tamaulipas 2. 5 equipos son de reciente incorporación. 14 clubes que participaron la temporada anterior abandonaron la competencia, entre ellos el subcampeón Pioneros de Delicias.

### Temporada 2025
| Circuito de Baloncesto del Pacífico 2025 |                               |                                 |               |                                   |           |
| Equipo                                   | Entrenador                    | Ciudad                          | Miembro desde | Gimnasio                          | Capacidad |
| Gallos de Aguascalientes                 | Eduardo "Walda" Maldonado     | Rincón de Romos, Aguascalientes | 2024          | Calpulalpan                       |           |
| Lobos de Ensenada                        | Gerardo "Pilli" Lira          | Ensenada, Baja California       | 2019          | Óscar "Tigre" García              | 1,100     |
| Trigueros del Valle                      |                               | Mexicali, Baja California       | 2024          | Ernesto "Coach" Aguilar           | 2,500     |
| Gorilas de Tecate                        |                               | Tecate, Baja California         | 2024          | Gustavo Díaz Ordaz                | 2,000     |
| Colosos de Tijuana                       | Cristóbal Partida             | Tijuana, Baja California        | 2024          | Ernesto "Pajarito" Ruíz           |           |
| Serpientes de Tijuana                    | James Penny Jr.               | Tijuana, Baja California        | 2025          | Auditorio Fausto Gutiérrez Moreno | 4,888     |
| Guaycuras de La Paz                      | Marcos Chávez                 | La Paz, Baja California Sur     | 2018          | Arena La Paz                      | 2,000     |
| Colibrís de Cacahoatán                   | Omar Hernández                | Cacahoatán, Chiapas             | 2025          | Auditorio Municipal de Cacahoatán | 500       |
| King Kong de Chiapas                     | Óscar Rosas                   | Tapachula, Chiapas              | 2025          | Auditorio Elsa Hayashi Villagrán  |           |
| Cazadores de Tapachula                   | Jesús Aragón                  | Tapachula, Chiapas              | 2025          | Auditorio Elsa Hayashi Villagrán  |           |
| Reyes de Durango                         | Joel "Sugar" Ortiz            | Durango, Durango                | 2022          | Auditorio del Pueblo              | 3,500     |
| Escuderos de Jalisco                     | Óscar “El Diablo” Castellanos | Guadalajara, Jalisco            | 2023          | CODE Jalisco                      |           |
| Frayles de Guasave                       | Leroy Davis III               | Guasave, Sinaloa                | 2023          | Luis Estrada Medina               | 1,500     |
| Halcones de Los Mochis                   | Ulises Roldán                 | Los Mochis, Sinaloa             | 2025          | Auditorio Colegio Mochis          |           |
| Turiones de Caborca                      | Gastón Essengué               | Caborca, Sonora                 | 2022          | Municipal de Caborca              | 2,000     |
| Mineros de Cananea                       |                               | Cananea, Sonora                 | 2021          | Luis Encinas Johnson              | 1,700     |
| Guindas de Nogales                       |                               | Nogales, Sonora                 | 2019          | Carlos Hernández Carrera          | 2,000     |
| Colorados de San Luis Río Colorado       | Emmanuel Barragán             | San Luis Río Colorado, Sonora   | 2019          | Municipal de San Luis RC          | 1,450     |
| Piratas Bagdad Matamoros                 |                               | Matamoros, Tamaulipas           | 2021          | UAT Matamoros                     | 1,000     |
| Jaibos de Tampico                        | Jorge Lozano                  | Tampico, Tamaulipas             | 2021          | UAT Tampico                       | 2,500     |

## Campeones
| Temporada | Campeón                            | Subcampeón                     | Núm. Equipos |
| --------- | ---------------------------------- | ------------------------------ | ------------ |
| 2015      | Linces de Santiago Papasquiaro     | Empacadores de La Palma        | 4            |
| 2016      | Paskolas de Navojoa                | Empacadores de La Palma        | 5            |
| 2017      | Águilas UNES de Durango            | Peregrinos de Badiraguato      | 10           |
| 2018      | Peregrinos de Badiraguato          | Linces de Santiago Papasquiaro | 11           |
| 2019      | Colorados de San Luis Río Colorado | Peregrinos de Badiraguato      | 16           |
| * 2020    | Guaycuras de La Paz                | Pelícanos de Cabo San Lucas    | 6            |
| 2021      | Lobos de Ensenada                  | Potros de Casas Grandes        | 36           |
| 2022      | Leones de Guadalajara              | Mineros de Cananea             | 25           |
| 2023      | Carrilleros de Chihuahua           | Frayles de Guasave             | 31           |
| 2024      | Frayles de Guasave                 | Pioneros de Delicias           | 29           |

- Sólo participaron 6 equipos en la burbuja CIBAPAC 2020

## Listado de Campeonatos y Subcampeonatos
| Equipo                             | Títulos | Subtítulos | Años de Campeonato |
| ---------------------------------- | ------- | ---------- | ------------------ |
| Peregrinos de Badiraguato (+)      | 1       | 2          | 2018               |
| Linces de Santiago Papasquiaro (+) | 1       | 1          | 2015               |
| Frayles de Guasave                 | 1       | 1          | 2024               |
| Paskolas de Navojoa (+)            | 1       | 0          | 2016               |
| Águilas UNES de Durango (+)        | 1       | 0          | 2017               |
| Colorados de San Luis Río Colorado | 1       | 0          | 2019               |
| Guaycuras de La Paz                | 1       | 0          | 2020               |
| Lobos de Ensenada                  | 1       | 0          | 2021               |
| Leones de Guadalajara (+)          | 1       | 0          | 2022               |
| Carrilleros de Chihuahua           | 1       | 0          | 2023               |
| Empacadores de La Palma (+)        | 0       | 2          |                    |
| Pelícanos de Cabo San Lucas        | 0       | 1          |                    |
| Potros de Casas Grandes (+)        | 0       | 1          |                    |
| Mineros de Cananea                 | 0       | 1          |                    |
| Pioneros de Delicias               | 0       | 1          |                    |